# فرانسوا كزافييه أوبري
فرانسوا كزافييه أوبري هو مستكشف كندي، ولد في 3 ديسمبر 1824 في ماسكينونجيه في كندا، وتوفي في 18 أغسطس 1854 في سانتا فيه في الولايات المتحدة.